# 1984 en informatique
1983 en informatique - 1984 - 1985 en informatique
Cet article présente les principaux évènements de 1984 dans le domaine informatique

## Événements
- 24 janvier : Apple lance l'ordinateur personnel Macintosh, avec notamment une campagne de publicité à la télévision intitulée 1984 ;
- 14 août 1984: IBM commercialise le PC/AT doté d'un processeur 6 Mhz, 256K de RAM et disque dur de 20 MB, cet ordinateur est le premier à utiliser MS-DOS 3.0 et son système de fichiers FAT16 ;
- octobre 1984 : seulement 1 024 machines raccordées à Internet [1].
- sortie de Flight Simulator sur Commodore 64 ;
- Philips commercialise le 1er lecteur de CD-ROM ;
- Fondation de la société Cisco Systems.
- Le congrès des États-Unis vote le Semiconductor Chip Protection Act, une loi qui protège juridiquement les schémas électroniques. Le Japon et l'Union européenne votent rapidement des dispositifs similaires[2].
- Fermeture du centre de recherches de Louveciennes de la SEMS. Ses activités sont regroupées à Échirolles, dans la banlieue de Grenoble.

## Standards
- Le MIT commence à développer X Window System (ou X11)
- Mise en place du DNS sur Internet, le nombre de domaines de l'Internet dépasse le cap des mille

## Technologie
- juin 1984 : Motorola annonce son processeur 32 bits 68020
- Première imprimante LaserJet de HP
- Thomson sort le MO5